# Ингеборг (певица)
Ингебо́рг Тере́з Маргери́т Сержа́н (нидерл. и фр. Ingeborg Thérèse Marguerite Sergeant; род. 15 октября 1966, Менен, Бельгия) — бельгийская певица, телеведущая. Представляла Бельгию на «Евровидении» 1989 года.

## Биография
Ингеборг училась в школе в Брюгге, после которой окончила студию Германа Тейрлинка в Антверпене, являющуюся одной из наиболее важных театральных школ Фландрии. Одним из её сокурсников был голландский певец Стеф Бос, с которым у неё сложились не только профессиональные, но и личные отношения. В месте с другой своей коллегой по учёбе, Мириам Бронзвар, основала группу «Zwiep en Brons», которая в 1988 году получила специальный приз жюри Лейденского кабаре-фестиваля.
В 1989 году с песней «Door de wind» (в переводе с нидерл. — «По ветру»), написанной Стефом Босом, Ингеборг представила Бельгию на конкурсе песни «Евровидение 1989», прошедшем 6 мая в швейцарской Лозанне. По итогам вечера певица набрала 13 баллов и заняла 19 место.
С 1990 года Ингеборг работала ведущей ряда передач на «VTM», крупнейшем коммерческом телеканале Фландрии. Она стала лицом детской программы «Schuif Af!» (с нидерл. — «Подвинься!»), которую вела с 1990 по 2005 годы.
С 1999 года также работала инструктором по йоге и медитации.

## Личная жизнь
Ингеборг — четвёртая из пяти детей в семье. Её отец занимался дизайном интерьеров; мать училась на медсестру, несколько лет проработала в магазине, после чего стала домохозяйкой.
В январе 1994 года родила сына Робина. В 1997 году вышла замуж за менеджера Роланда Кейарта; свадьба прошла в Остенде.